# Wizzenrode
Koordinaten: 51° 20′ 27″ N, 9° 3′ 38″ O
Wizzenrode ist eine Wüstung in der Gemarkung von Landau, einem heutigen Stadtteil von Bad Arolsen im nordhessischen Landkreis Waldeck-Frankenberg. Sie befindet sich etwa 1,3 km westlich von Landau an der Straße „Am Ofenkessel“, auf 335 m Höhe über NHN unweit westlich des dort heute befindlichen Aussiedlerhofs.

## Geschichte
Zur Geschichte des Orts ist nur sehr wenig überliefert. Er wurde im Jahre 1259 erstmals urkundlich erwähnt, als der Ritter Johann von Gudenberg die Hälfte des als villa bezeichneten Orts an das Kloster Volkhardinghausen verkaufte. Kurz darauf verkaufte auch Konrad von Gudenberg sein Viertel des Orts dem Kloster und verpfändete ihm die Hälfte des dortigen Zehnten. Im März 1278 verkaufte Giso von Gudenberg dem Kloster auch das letzte Viertel und den verbliebenen halben Zehnten. Wann die kleine Siedlung aufgegeben wurde, ist nicht bekannt. Vermutlich zogen die wenigen Bewohner in die um 1290 auf Anordnung des Waldecker Grafen Otto I. gegründete Stadt Landau. Erst 1496 wird Wizzenrode noch einmal urkundlich genannt, als der Rat der Stadt Landau dem Kloster Volkhardinghausen dort den Bau einer Sägemühle genehmigte.